# Jailton Almeida
Jailton Jesus Almeida Júnior (nascido em 28 de junho de 1991) é um artista marcial misto brasileiro, conhecido por sua habilidade e presença na divisão de pesos pesados do Ultimate Fighting Championship (UFC), a principal organização de MMA do mundo. Sua carreira profissional é marcada por performances notáveis e uma ascensão constante nos rankings da UFC.
Iniciando sua jornada no MMA, Jailton Jesus Almeida Júnior rapidamente chamou a atenção dos fãs e especialistas pela sua técnica refinada e poder de nocaute impressionante. Com uma combinação de agilidade, força e estratégia, ele conquistou vitórias significativas ao longo de sua trajetória, consolidando sua reputação como um lutador formidável.
Atualmente, Jailton Jesus Almeida Júnior figura entre os melhores na divisão de pesos pesados da UFC. Sua posição no ranking, que em 7 de novembro de 2023 era a #7, reflete sua dedicação ao esporte e seu desempenho consistente dentro do octógono. Além disso, sua presença nas lutas é aguardada com grande expectativa pelos fãs, que reconhecem nele não apenas um lutador talentoso, mas também um verdadeiro representante do MMA brasileiro no cenário mundial.

## História
Almeida nasceu no bairro de Brotas, em Salvador. Inicialmente, seu desejo era se tornar um jogador de futebol, mas as limitações financeiras de sua família se tornaram um obstáculo quando ele precisou reunir US$ 10.000 para ingressar em um clube. Ele então optou por seguir os passos de seu pai no mundo da luta, começando a treinar boxe aos seis anos e iniciando no jiu-jitsu brasileiro aos 11. Mais tarde, ele deu início ao treinamento em artes marciais mistas, inspirado enquanto assistia aos colegas de treino de jiu-jitsu. No entanto, os desafios financeiros persistiram mesmo em sua jornada nas artes marciais, levando Almeida a desempenhar funções como porteiro e segurança enquanto buscava realizar seu sonho de se tornar um lutador profissional.
Almeida é filho de pais divorciados. Ele tem 11 irmãos, seu irmão mais velho Alexandre desapareceu um dia depois de estar envolvido com um sindicato criminoso e nunca mais foi visto.

## Carreira de artes marciais mistas

### Carreira inicial
Para começar sua carreira profissional de artes marciais mistas, Almeida acumulou um recorde de 13-2 no circuito regional brasileiro.

### A série de concorrentes de Dana White
Após reivindicar o título de Thunder Fight, Almeida foi convidado a enfrentar Nasrudin Nasrudinov na Contender Series 39 de Dana White em 14 de setembro de 2021. Ganhou a luta através da submissão da segunda rodada e foi premiado com um contrato com a UFC.

### Campeonato Ultimate de luta
Almeida estava programado para fazer sua estréia promocional contra Danilo Marques em 13 de novembro de 2021, na UFC Fight Night 197. No entanto, Marques requeriu cirurgia, então o combate foi reprogramado para 5 de fevereiro de 2022 na UFC Fight Night 200. Almeida ganhou a luta através de um knockout técnico na primeira rodada.

#### Mover-se para o peso pesado
Como sua segunda aparição na organização, Almeida estava programado para enfrentar Maxim Grishin em 21 de maio de 2022, na UFC Fight Night 206. No entanto, Grishin retirou-se por razões não reveladas no final de abril. Almeida decidiu mudar para o peso pesado para enfrentar Parker Porter. Ele ganhou a luta por meio de sufocação nu na primeira rodada.
No seu primeiro confronto sob o novo contrato, Almeida estava agendado para enfrentar Shamil Abdurakhimov no UFC 279 em 10 de setembro de 2022. Entretanto, Abdurakhimov foi obrigado a se retirar devido a questões de visto, sendo substituído por Anton Turkalj com um peso combinado de 220 libras. Demonstrando domínio absoluto no combate, Almeida triunfou sobre Turkalj, submetendo-o no final do primeiro round por meio de uma finalização por estrangulamento nu-tra. Esta notável atuação lhe rendeu o seu primeiro prêmio de bônus, o Performance of the Night.
O combate contra Shamil Abdurakhimov foi re-reservado para UFC 280 em 22 de outubro de 2022. Com essa data também caindo, o par foi re-reservado pela terceira vez no UFC 283 . Almeida venceu a luta por meio de um knockout técnico na segunda rodada. Com esta vitória, ele recebeu o prêmio Performance of the Night.
Almeida enfrentou Jairzinho Rozenstruik em 13 de maio de 2023, no UFC no ABC 4. Ele ganhou a luta por meio de sufocação nu na primeira rodada. Esta vitória lhe valeu o prêmio Performance of the Night.
Almeida estava agendado para enfrentar Curtis Blaydes em 4 de novembro de 2023, no UFC Fight Night 231. No entanto, Blaydes se retirou por motivos não revelados, sendo substituído pelo ex-desafiante ao título dos Pesos Pesados do UFC, Derrick Lewis. Almeida emergiu vitorioso da luta, conquistando uma decisão unânime dos juízes. Além disso, ele estabeleceu um recorde notável de 21:10 de tempo de controle no solo, o que representa o maior tempo registrado em um combate na categoria peso pesado da UFC e o quarto mais alto na história da organização. Apesar desses feitos impressionantes, tanto a performance de Almeida quanto o confronto em si foram alvo de críticas por parte de fãs e outros lutadores, que apontaram uma falta de ofensividade durante a luta..
Almeida enfrentou Curtis Blaydes em 9 de março de 2024, no UFC 299. Depois de marcar várias remotas e controlar a primeira rodada com seu grappling, Almeida perdeu a luta por nocaute no início da segunda rodada.
Almeida estava agendado para enfrentar Alexander Volkov em 1º de junho de 2024, no UFC 302. Contudo, a luta foi cancelada por motivos não divulgados, levando Volkov a ser escalado para o UFC on ABC 6, onde enfrentaria Sergei Pavlovich. Como resultado, espera-se que Almeida agora enfrente Alexander Romanov como seu próximo oponente.

## Campeonatos e realizações
- UFC
  - Performance of the Night (Tres vezes) vs. Anton Turkalj, Shamil Abdurakhimov e Jairzinho Rozenstruik[12][19][22]
  - 2o menor número de golpes por minuto absorvidos na história do UFC (0.7) [29]
  - A maior percentagem de tempo de controle na história do UFC (88,4%) [4][29]
  - A maior porcentagem de top-position na história do UFC (80,6%) [4][29]
  - Maior tempo de controle no solo em uma luta de peso pesado da UFC (21:10) Contra Derrick Lewis [30][31]
    - Quarto maior tempo de controle de solo em uma luta do UFC (21:10) contra Derrick Lewis  [5][6][31]

  - A maioria das remotas foi realizada em uma ronda de peso pesado do UFC (9 na Ronda 1) Contra Curtis Blaydes[32]
- Combate em MMA
  - FON Campeonato de Pesos Pesados Leves (uma vez)
- Batalha de Trovão
  - Campeonato de Peso Pesado Light Fight Thunder (uma vez)